# Air Zimbabwe

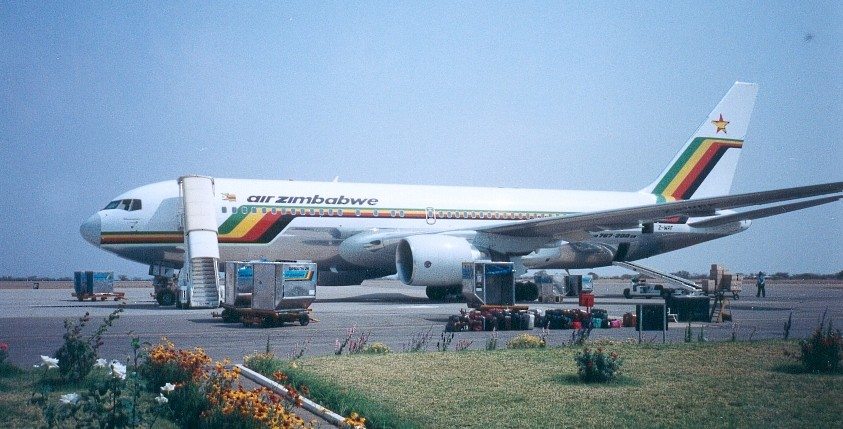
Boeing 767 da Air Zimbabwe.

A Air Zimbabwe é uma companhia aérea do Zimbábue. A empresa é membro da Associação Internacional de Transportes Aéreos e da Associação Africana de Companhias Aéreas desde 1981.
Frota
1- Boeing 737-200 Advanced
1- Boeing 767-200
1- Embraer ERJ-145LR